# خضر الطائي
خضر عبّاس ضاحي الطائي (1908 - 1979) شاعر عراقي من أهل القرن العشرين/الرابع عشر الهجري. ولد في منطقة الكرخ ببغداد، ترك الدراسة الابتدائية والتحق بالدراسة الدينية والخصوصية حتى تخرج في الشعبة العالية في جامعة آل البيت عام 1929. من أساتذته عبد الوهاب النائب، ونجم الدين الواعظ، وقاسم القيسي، وحسن العقيدي. عين مدرسًا بمدينة البصرة، فأمضى سنة دراسية واستقال. ثم عين عام 1932 معلمًا في مدارس الرمادي حتى 1941 حيث نقل إلى مدارس بغداد، واستمر في مهنة المعلم حتى أحال نفسه على التقاعد في 1 يوليو 1966. نال الجائزة الأولى في مباراة شعرية أقامها نادي الجزيرة بالموصل سنة 1943. له مسرحيات شعرية قيس لبنى وأهل الكهف والرقيم وسيف بن ذي يزن وتحقيق ديوان العرجي وأبو تمام الطائي ينقد الدكتورين طه وعمر فروخ في النقد الأدبي. توفي في بغداد.

## سيرته
هو خضر بن عباس بن ضاحي بن عقاب الطائي، ولد سنة 1908 في جانب الكرخ في بغداد. دخل المدارس الابتدائية وبعد ذلك درس الدراسة الخصوصية على نجم الدين الواعظ وعبد الوهاب النائب وغيرهما ثم التحق بجامعة آل البيت بالامتحان وفي سنة 1929 تخرج منها وعين مدرساً في البصرة في ثانوية الرحمانية ثم استقال منها بعد سنة وفي 1932 عين معلماً في المدراس الابتدائية في لواء الدليم - الرمادي حالياً - وفي 1941 نقل إلى المأمونية في بغداد ثم نقل إلى البتاويين في 1943 ثم إلى الثانوية الشرقية حتى سنة 1950 ثك إلى الملاك الابتدائي ثم المدرسة الكرخ الابتدائية وتقاعد في 1 يوليو 1966.
توفي في بغداد سنة 1979.

## شعره
أقيمت له حفلة تكريمية لفوزه بالجائزة الأولى عن أبي تمام سنة 1943. من الشعراء الذين تأثر بهم أبو تمام الطائي، وأبو الطيب المتنبي وأبو عبادة البحتري وأحمد شوقي. شعره يحاول أن يكون سجلاً لأحداث عصره، على عادة شعراء النصف الأول من القرن العشرين، سواء في العراق أو في الوطن العربي أو العالم، وهكذا أخذ «الوصف» مداه حتى فيما يعد من شعر الوطنية أو القضية الاجتماعية، وفي هذا الشعر تبدو الآثار التراثية - بعد الوزن والقافية - في الألفاظ، والصور المجازية والإشارات التضمينية. وقد توزع شعره كل فنون الشعر العربي، إذ أنه نظم في الغزل، كما كتب في الرثاء، والإخوانيات، والوصف.

## مؤلفاته
- قيس لبنى، مسرحية شعرية، 1934.
- ديوان العرجي، تحقيق وشرح، 1956.
- أهل الكهف والرقيم، مسرحية شعرية، 1961.
- سيف بن ذي يزن
- أبو تمام الطائي ينقد الدكتورين طه وعمر فروخ، 1966.
- دليل النحو الواضح، كتاب منهجي مدرسي بمشاركة رشيد العبيدي.

## وصلات خارجية
- خضر الطائي في «معجم البابطين لشعراء العربية في القرنين التاسع عشر والعشرين»
- في موقع «دار المقتبس»